# Radeč (hrad)
Radeč je zaniklý hrad, který stával nedaleko arboreta Bukovina u Hrubé Skály.

## Historie
O historii hradu toho moc nevíme. Založen byl pravděpodobně ve 13. století a archeologický průzkum zasadil jeho konec do 15. století. Jedinou písemnou zmínkou hradu by mohl být predikát Zbuda z Radče, který je připomínán v letech 1318–1323, jenž způsobil Vokovi z Rotštejna škody na Turnovsku a Jičínsku. Otázkou zůstává, zda se Zbud psal po hradu Radči u Hrubé Skály, nebo po dnes již zaniklé obci Radeč u Hořic. Je také možné, že hrad sloužil jako předsunuté opevnění Hrubé Skály nebo Valdštejna. Odborná veřejnost hrad objevila až v roce 1989.

## Podoba
Hrad byl vystavěn na ostrožně, od jehož části jej odděloval příkop. V severozápadní části původního předhradí je viditelné čtvercové zahloubení, pravděpodobně zbytek po dřevěné věžovité stavbě. V nejužším místě přehrazuje ostrožnu další příkop a v zadní části bývalo jádro hradu. Zde jsou patrné zbytky dalších zahloubení, které nasvědčují existenci dřevěných staveb. Na jih od zahloubenin se nacházel další objekt, snad studna.